# Odontopera bilinearia
Odontopera bilinearia är en fjärilsart som beskrevs av Swinhoe 1889. Odontopera bilinearia ingår i släktet Odontopera och familjen mätare. Inga underarter finns listade i Catalogue of Life.

## Bildgalleri

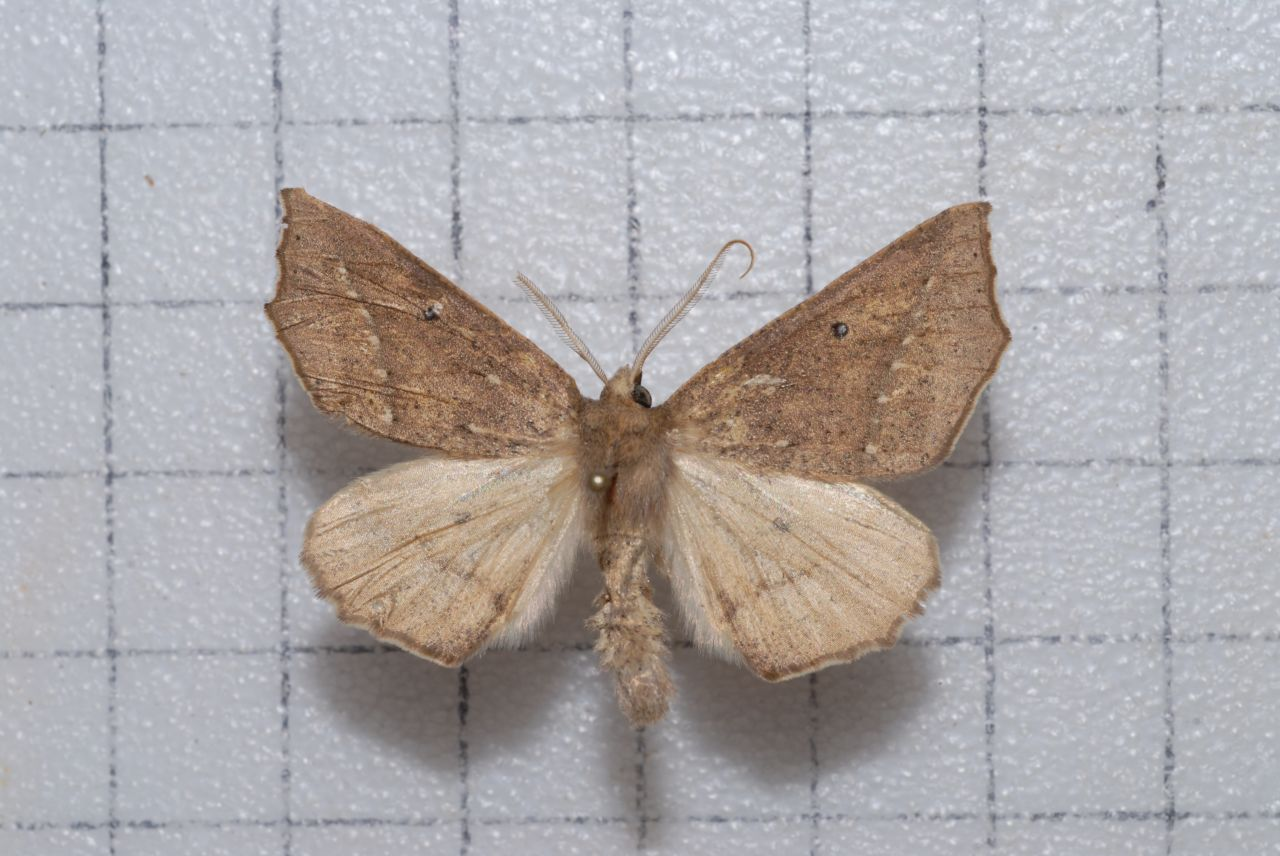
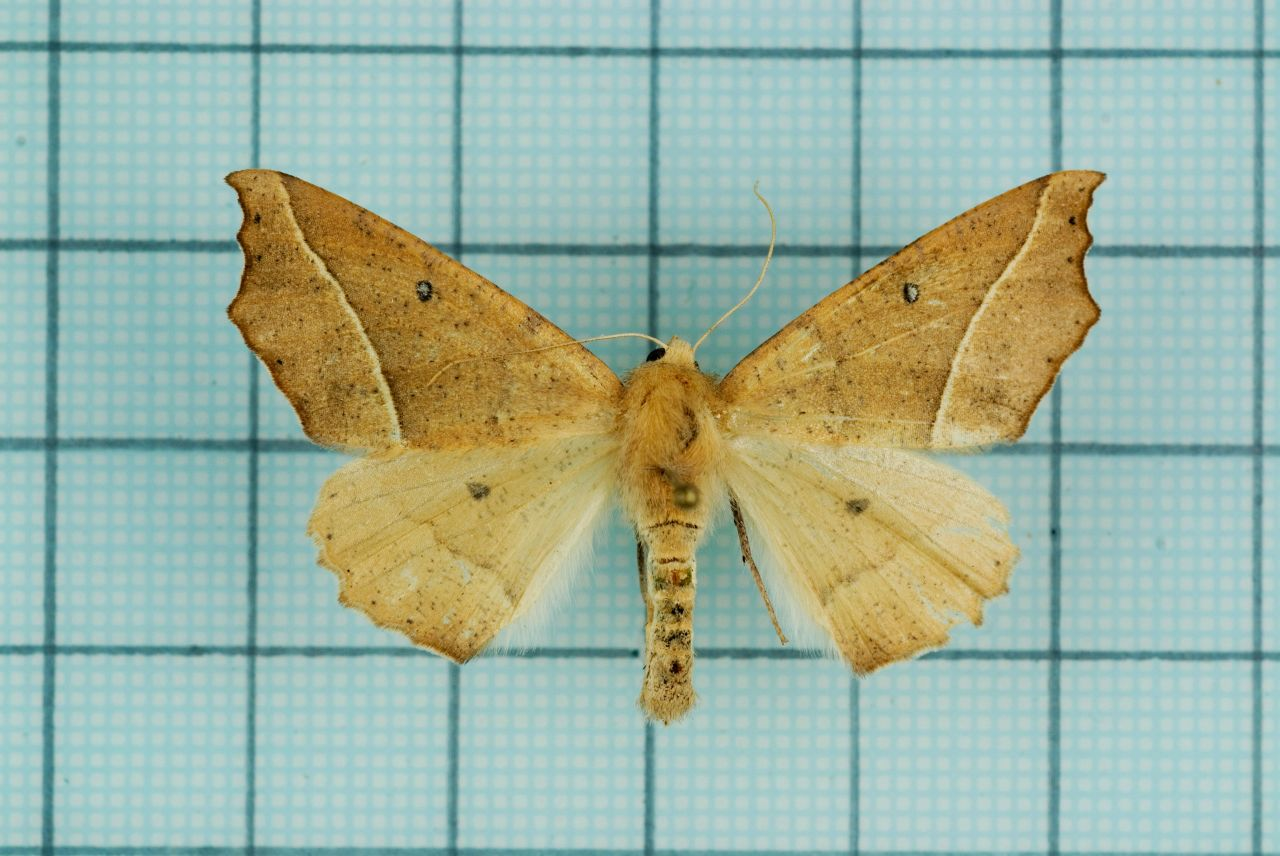
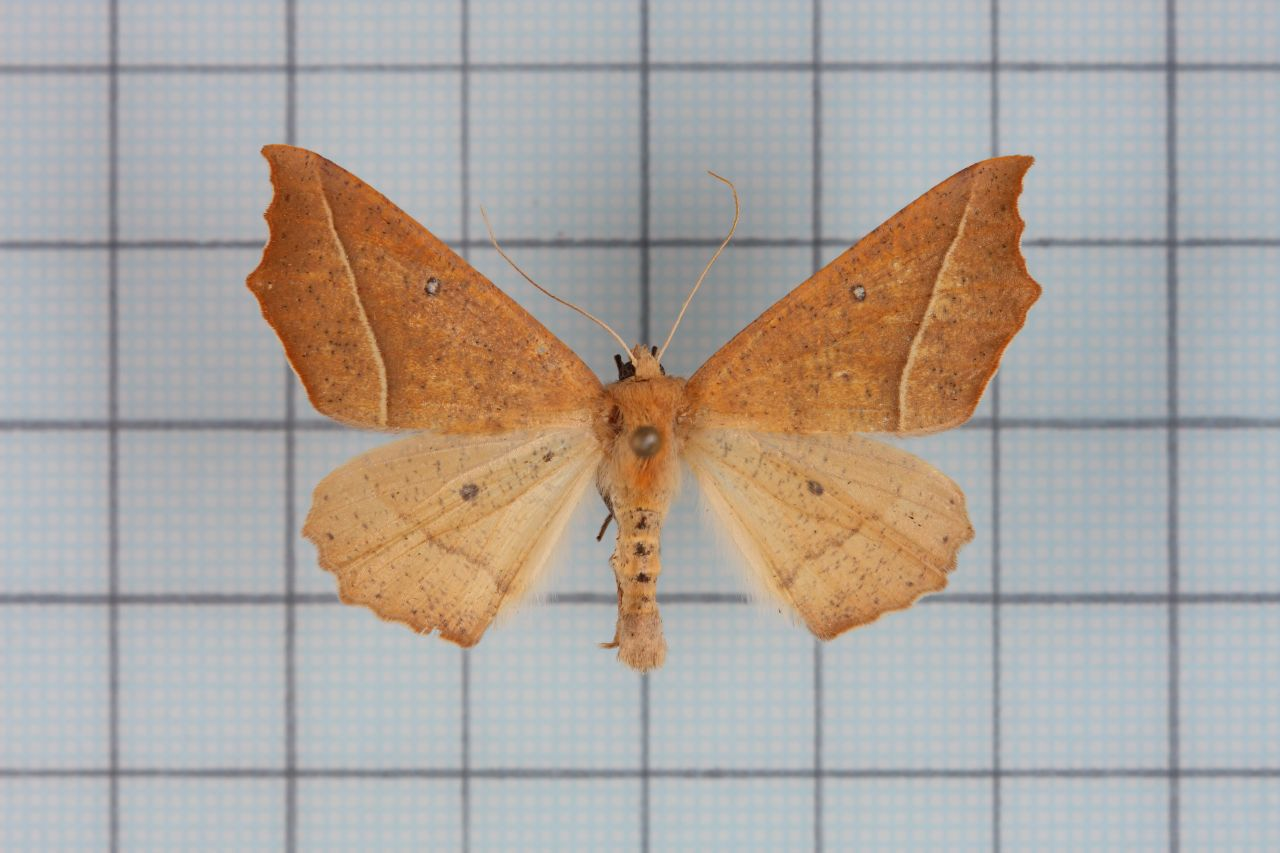
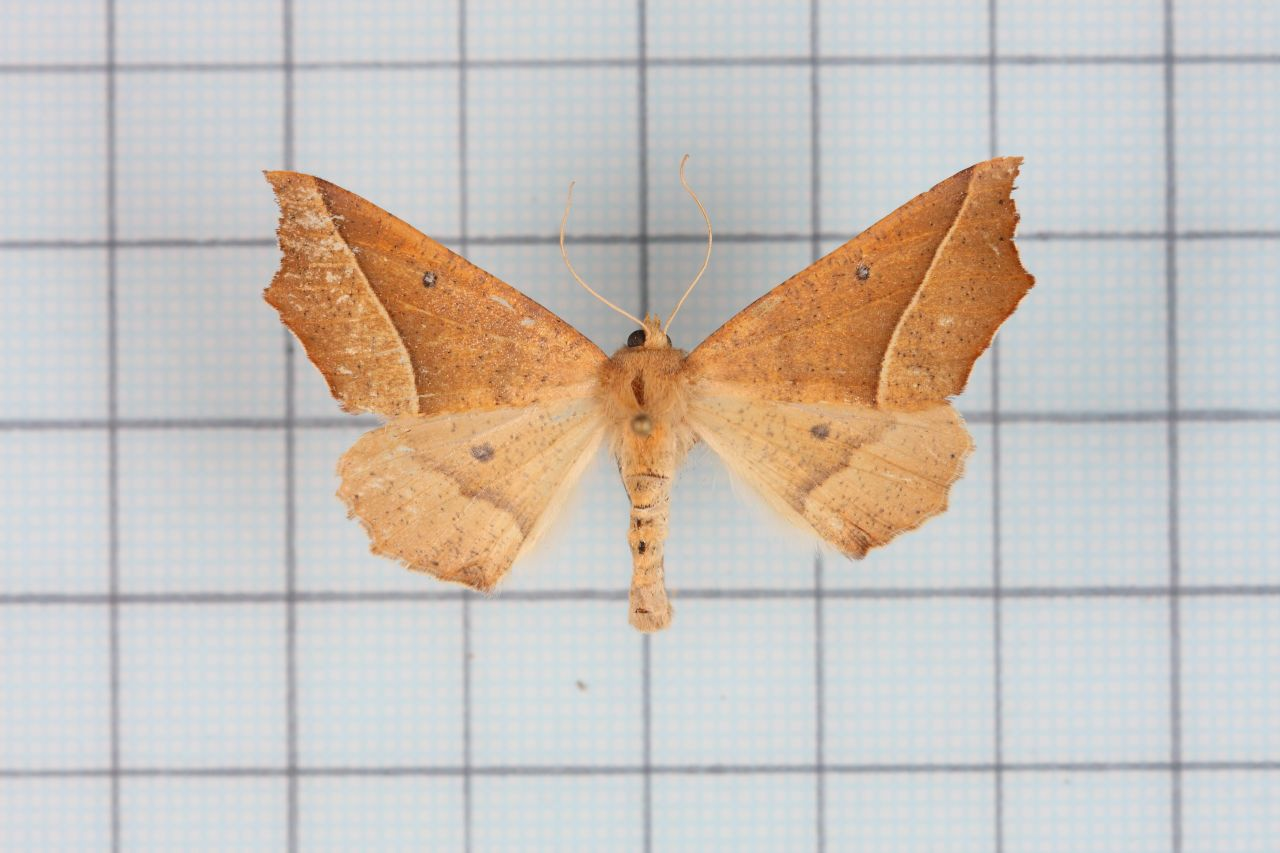
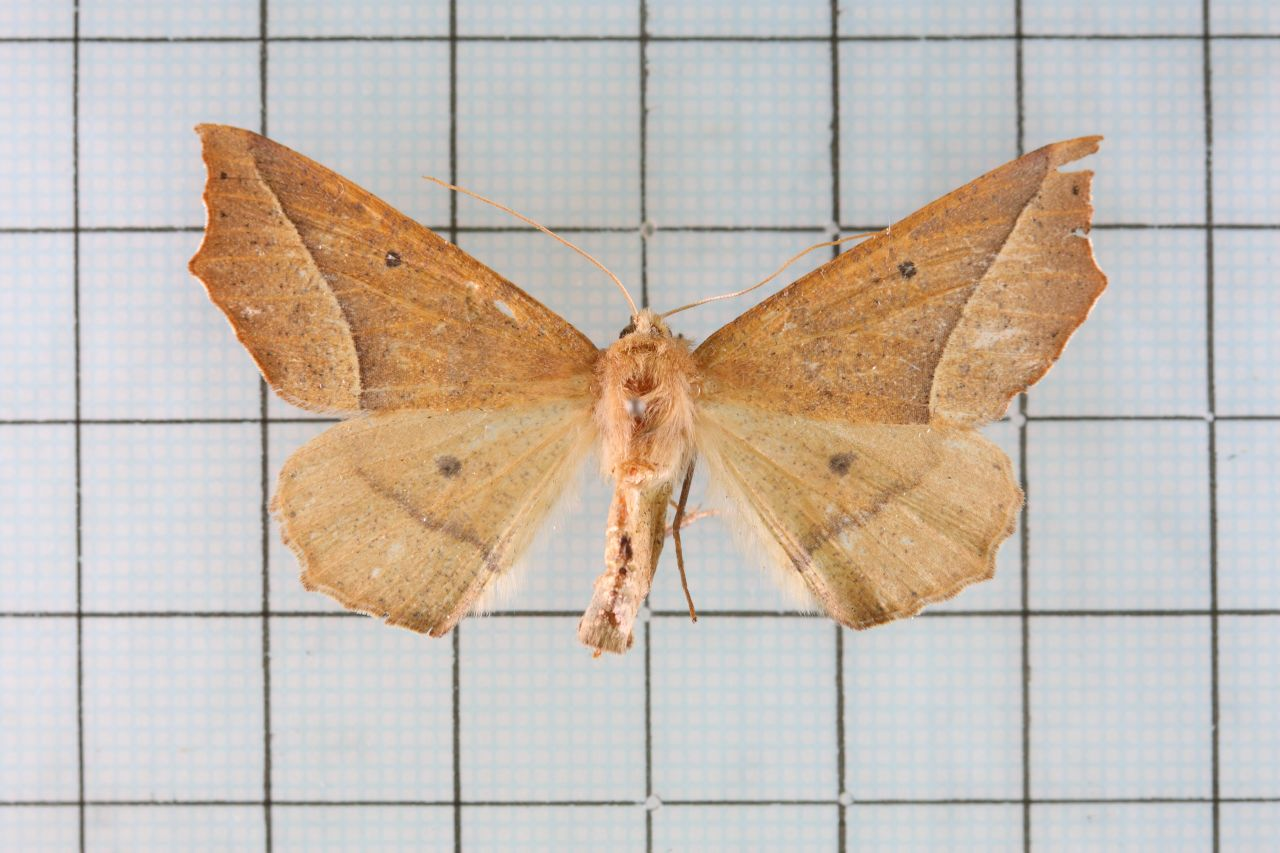